# Halowe Mistrzostwa Świata w Lekkoatletyce 2010 – skok w dal kobiet
Skok w dal kobiet – jedna z konkurencji rozgrywanych podczas 13. Halowych Mistrzostw Świata w hali Aspire Dome w Dosze.
Wymagane minimum A do udziału w mistrzostwach świata wynosiło 6,60 (uzyskane w hali). Eliminacje odbyły się 13 marca, a finał zaplanowano na niedzielę 14 marca.

## Terminarz
| Data          | Godzina | Runda      |
| ------------- | ------- | ---------- |
| 13 marca 2010 | 10:00   | Eliminacje |
| 14 marca 2010 | 16:00   | Finał      |

## Rezultaty
| Poz. - pozycja \| CR - rekord mistrzostw \| NR - rekord kraju                                      |
| PB - rekord życiowy \| SB - najlepszy wynik w sezonie \| X - próba spalona \| – - pominięcie próby |

### Eliminacje
W rundzie eliminacyjnej wystartowały 22 skoczkinie z 17 krajów. Minimum potrzebne do awansu do finału wynosiło 6,65 (Q). Żadna ze startujących nie osiągnęła takiego wyniku w związku z czym do kolejnej rundy przeszło osiem najlepszych sportsmenek (q).
| Pozycja | Zawodniczka                 | Reprezentacja     | #1   | #2   | #3   | Rezultat | Uwagi |
| ------- | --------------------------- | ----------------- | ---- | ---- | ---- | -------- | ----- |
| 1       | Naide Gomes                 | Portugalia        | 6,57 | x    | 6,61 | 6,61     | q     |
| 2       | Daria Kliszyna              | Rosja             | 6,52 | 6,47 | 6,46 | 6,52     | q     |
| 3       | Brittney Reese              | Stany Zjednoczone | x    | 6,52 | x    | 6,52     | q     |
| 4       | Yuliya Tarasova             | Uzbekistan        | 6,44 | 6,41 | 6,51 | 6,51     | q     |
| 5       | Wiktorija Rybałko           | Ukraina           | x    | 6,51 | x    | 6,51     | q     |
| 6       | Ksenija Balta               | Estonia           | 6,26 | 6,50 | -    | 6,50     | q     |
| 7       | Keila Costa                 | Brazylia          | 6,48 | 6,43 | x    | 6,48     | q     |
| 8       | Anna Nazarowa               | Rosja             | 6,46 | 6,41 | x    | 6,46     | q     |
| 9       | Wieronika Szutkowa          | Białoruś          | 6,42 | 6,43 | x    | 6,43     |       |
| 10      | Brianna Glenn               | Stany Zjednoczone | 6,23 | 6,08 | 6,40 | 6,40     |       |
| 11      | Sostene Moguenara           | Niemcy            | 6,37 | 6,33 | 6,21 | 6,37     |       |
| 12      | Bianca Kappler              | Niemcy            | 6,37 | x    | 6,30 | 6,37     |       |
| 13      | Jovanee Jarrett             | Jamajka           | 6,37 | 6,19 | x    | 6,37     |       |
| 14      | Karin Mey Melis             | Turcja            | 6,25 | 6,36 | x    | 6,36     |       |
| 15      | Tabia Charles               | Kanada            | x    | 6,32 | 6,30 | 6,32     |       |
| 16      | Kelly Proper                | Irlandia          | x    | 6,13 | 6,29 | 6,29     |       |
| 17      | Lu Minjia                   | Chiny             | 5,75 | 6,25 | 6,18 | 6,25     | SB    |
| 18      | Wiktorija Mołczanowa        | Ukraina           | 6,13 | x    | 6,05 | 6,13     |       |
| 19      | C.D.Priyadharshani Nawanage | Sri Lanka         | 5,96 | x    | 6,06 | 6,06     | NR    |
| 20      | Marestella Torres           | Filipiny          | 5,75 | 6,06 | 5,89 | 6,06     | SB    |
| 21      | Janice Josephs              | Południowa Afryka | 6,02 | 5,86 | 5,69 | 6,02     | SB    |
| –       | Eliane Martins              | Brazylia          | x    | x    | x    | NM       |       |

### Finał
| Pozycja | Zawodniczka       | Reprezentacja     | #1   | #2   | #3   | #4   | #5   | #6   | Rezultat | Uwagi |
| ------- | ----------------- | ----------------- | ---- | ---- | ---- | ---- | ---- | ---- | -------- | ----- |
|         | Brittney Reese    | Stany Zjednoczone | 6,70 | 4,84 | 6,10 | 6,58 | 6,66 | x    | 6,70     |       |
|         | Naide Gomes       | Portugalia        | 6,67 | 6,65 | x    | x    | 6,67 | x    | 6,67     |       |
|         | Keila Costa       | Brazylia          | 6,63 | 6,39 | 6,48 | x    | x    | 6,63 | 6,63     | SB    |
| 4       | Ksenija Balta     | Estonia           | 6,54 | x    | 6,63 | 6,46 | 6,61 | 6,60 | 6,63     | SB    |
| 5       | Daria Kliszyna    | Rosja             | 6,42 | 6,60 | x    | 6,62 | 6,44 | 6,44 | 6,62     |       |
| 6       | Anna Nazarowa     | Rosja             | 6,58 | 6,61 | 6,40 | 6,47 | 6,36 | 6,46 | 6,61     |       |
| 7       | Yuliya Tarasova   | Uzbekistan        | 6,54 | 6,28 | 6,22 | 6,22 | 6,31 | 6,41 | 6,54     |       |
| 8       | Wiktorija Rybałko | Ukraina           | x    | 6,28 | x    | x    | 6,27 | x    | 6,28     |       |